# Power Macintosh 6100
De Power Macintosh 6100 is een personal computer die ontworpen, gefabriceerd en verkocht werd door Apple Computer van maart 1994 tot mei 1996. De 6100 is het instapmodel van de eerste generatie Power Macintosh-computers en werd samen met de 7100 de 8100 op de markt gebracht. De Workgroup Server 6150 was een servervariant met extra serversoftware.
Voor de consumentenmarkt werd in oktober 1994 een serie Performa-modellen uitgebracht, gebaseerd op de 6100/60, die gezamenlijk bekend stonden als de Performa 6100-serie. Alle Performa's werden geleverd met een Apple Multiple Scan 15 Display, een AppleDesign-toetsenbord en een pre-geïnstalleerde softwarebundel. De Performa's variëren alleen qua grootte van de harde schijf en de meegeleverde software.
De 6100 maakt gebruik van de Centris/Quadra 610-behuizing (de zogenaamde "pizza box"-behuizing) en werd aanvankelijk geleverd met een 60 MHz PowerPC 601. In januari 1995 kreeg de computer een 66 MHz processor.
De "AV"-variant beschikte over een PDS-kaart met extra audio- en videohardware zoals S-Video in- en uitgangen en 16-bit DAT-geluid. De "DOS Compatible"-variant had een PDS-kaart met een Intel 80486 DX2/66-processor en een geheugenslot dat hetzelfde type SIMM gebruikte als de 6100. Deze kaart ondersteunde tot 32 MB RAM en was voorzien van een standaard VGA-poort en een joystick-poort. Dit stelde de 6100 in staat om naast Mac OS ook DOS/Windows 3.1 te draaien.
In 1995 werd de 6100 samen met de andere NuBus-gebaseerde Power Macintoshes opgevolgd door de tweede generatie Power Macintosh met PCI-slots. De "DOS Compatible"-variant van de 6100 bleef echter nog beschikbaar tot 1996.

## Modellen
Beschikbaar vanaf 14 maart 1994:
- Power Macintosh 6100/60[5]
- Power Macintosh 6100/60AV[6]

Beschikbaar vanaf 25 april 1994:
- Apple Workgroup Server 6150[7]

Beschikbaar vanaf 1 november 1994:
- Macintosh Performa 6110CD: Power Macintosh 6100/60 met een 250 MB harde schijf en de "business software"-bundel[8]
- Macintosh Performa 6112CD: Power Macintosh 6100/60 met een 250 MB harde schijf en de "kids software"-bundel[9]
- Macintosh Performa 6115CD: Performa 6110CD met een 350 MB harde schijf[10]
- Macintosh Performa 6117CD: Performa 6110CD met een 700 MB harde schijf[11]
- Macintosh Performa 6118CD: Power Macintosh 6100/60 met een 500 MB harde schijf, de "business software"-bundel en de "kids software"-bundel[12]

Beschikbaar vanaf 3 januari 1995:
- Power Macintosh 6100/66[13]
- Power Macintosh 6100/66AV[14]
- Power Macintosh 6100/66 DOS Compatible[15]

Beschikbaar vanaf 3 april 1995:
- Apple Workgroup Server 6150/66[16]

Beschikbaar vanaf 17 juli 1995:
- Macintosh Performa 6116CD: Performa 6110CD met een 350 MB harde schijf en System 7.5.1[17]

## Specificaties
- Processor: PowerPC 601 @ 60 of 66 MHz
- FPU : geïntegreerd in de processor
- PMMU : geïntegreerd in de processor
- Systeembus snelheid: 30/33 MHz
- ROM-grootte: 4 MB
- Databus: 64 bit
- RAM-type: 80 ns 72-pin SIMM
- Standaard RAM-geheugen: 8-16 MB
  - Uitbreidbaar tot maximaal 72 MB[a]
  - RAM-sleuven: 2
- Standaard video-geheugen: geen[b]

- Standaard diskettestation: 3,5-inch, 1,44 MB (manueel)
- Standaard harde schijf: 160 of 250 MB (SCSI)
- Standaard optische schijf: 2x CD-ROM[c]
- Uitbreidingssleuven: PDS[d]
- Type batterij: 3,6 volt lithium
- Uitgangen:
  - 1 ADB-poort (mini-DIN 4) voor toetsenbord en muis
  - 1 video-poort (HDI-45)[e]
  - 1 SCSI-poort (DB-25)
  - 2 seriële GeoPort poorten (mini-DIN 9)
  - 1 audio-uit (3,5 mm jackplug)
  - 1 koptelefoon (3,5 mm jackplug)
  - 1 microfoon (3,5 mm jackplug)
  - 1 ethernet (AAUI)
  - 1 video-in (S-Video)[f]
  - 1 video-uit (S-Video)[f]
- Ondersteunde systeemversies: 7.1.2 t/m 9.1[g]
- Afmetingen: 8,5 cm × 41,5 cm × 39,9 cm  (hxbxd)[18]
- Gewicht: 6,4 kg

Uit productie: 1984: Macintosh 128K, Macintosh 512K · 1985: Macintosh XL · 1986: Macintosh Plus · 1987: Macintosh II, Macintosh SE · 1988: Macintosh IIx · 1989: Macintosh SE/30, Macintosh IIcx, Macintosh IIci, Macintosh Portable · 1990: Macintosh IIfx, Macintosh Classic, Macintosh IIsi, Macintosh LC serie · 1991: Macintosh Quadra 700, Macintosh Quadra 900, Apple PowerBook · Macintosh Classic II · 1992: Macintosh IIvx, Macintosh Quadra 950, PowerBook Duo, Macintosh Performa serie · 1993: Macintosh Centris serie, Macintosh Color Classic, Macintosh TV · Apple Workgroup Server · 1994: Power Macintosh · 1997: Power Macintosh G3, PowerBook G3, Twentieth Anniversary Macintosh · 1998: iMac · 1999: iBook, Power Mac G4 · 2000: Power Mac G4 Cube · 2001: PowerBook G4 · 2002: eMac, iMac G4 · 2003: Xserve, Power Mac G5 · 2004: iMac G5 · 2005: Mac mini · 2006: MacBook · 2015: MacBook (Retina) · 2017: iMac Pro

Huidige modellen: MacBook Air, MacBook Pro, iMac, Mac mini, Mac Studio, Mac Pro